# Dimitar Dimow
Dimitar Dimow (auch Dimitar Dimov und Dimitar Dimoff geschrieben, bulgarisch Димитър Димов; * 25. Juni 1909 in Lowetsch, Königreich Bulgarien; † 1. April 1966 in Bukarest, Rumänien) war ein bulgarischer Schriftsteller, der mit dem Revolutionär und Freiheitskämpfer Jane Sandanski verwandt war. Er schrieb Romane über die bulgarische Gesellschaft und Theaterstücke.

## Leben und Werk
Dimitar Dimow wurde 1909 in Lowetsch geboren. Sein Vater, ein Offizier, fiel im 2. Balkankrieg, sein Stiefvater, ebenfalls Offizier, war Experte für Tabak. Die Mutter des Schriftstellers besaß ein ausgesprochenes Interesse für Literatur. Die Schwester seines Großvaters mütterlicherseits war die Mutter des Freiheitskämpfers und Revolutionärs Jane Sandanski.  
Mit 10 Jahren verließ Dimow die Schule in Dupnitza; 1928 absolvierte er das 1. Knabengymnasium in Sofia. 1934 Absolvent der Universität Sofia als Doktor der Veterinärmedizin, dazwischen verbrachte er ein Semester an der juristischen Fakultät. Bis 1939 war er in der Provinz als Tierarzt sowie als Mikrobiologe im Amt für Veterinärbiologie in Burgas tätig.
Von 1939 bis 1946 arbeitete er als Assistent für Anatomie an der veterinärmedizinischen Fakultät der Universität Sofia; in diese Zeit fiel auch ein 15-monatiger Aufenthalt an der Universität Madrid in Spanien, bei dem er sich auf die Histologie des Nervensystems spezialisierte. Von 1946 bis 1949 dozierte er an der landwirtschaftlichen Fakultät in Plowdiw, von 1949 bis 1952 an der Landwirtschaftlichen Akademie. Ab 1953 war er Professor für Anatomie, Embryologie und Histologie der Wirbeltiere in Sofia. Er verfasste über 20 Fachaufsätze.
Dimitar Dimow war vom 21. März 1964 bis zu seinem Tod Präsident des Bundes der bulgarischen Schriftsteller. Seit 1942 Veröffentlichung von Erzählungen, Reise-Beschreibungen, Romanauszügen und Dramen in diversen Zeitungen. Seine Werke weisen ihn vor allem als Meister des psychologischen und sozialen Romans aus. Als Schriftsteller mit ausgeprägten demokratischen Positionen prägte Dimow mit modernem, künstlerischem Stil durch seinen Sprachreichtum die bulgarische Literatur.

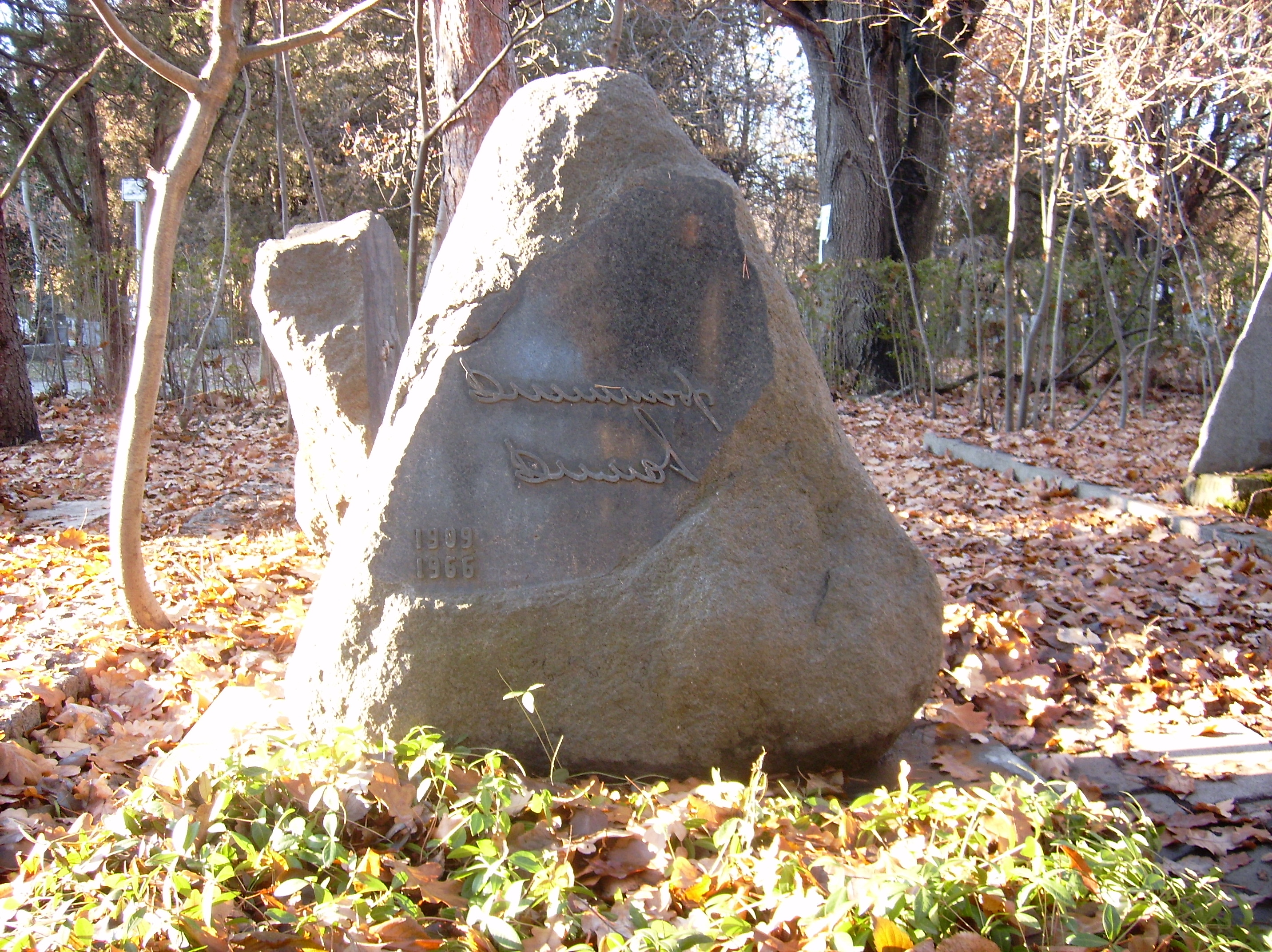
Dimows Grab

Sein erster Roman „Oberleutnant Benz“, 1933 begonnen, erschien 1938. 1939 Beginn eines neuen Romans, der als „Roman ohne Überschrift“ 1967 in einer Zeitschrift veröffentlicht wurde; der Text gilt als Vorläufer des Romans „Tabak“. 1945, nach seinem Spanienaufenthalt, Fertigstellung des Romans „Verdammte Seelen“. Der Roman entwickelt sein Sujet der Intrigen im Umfeld des Jesuitenordens zur Zeit des Spanischen Bürgerkriegs und wurde sehr populär.
1955, drei Jahre nach Fertigstellung der ersten Version, erschien der Roman „Tabak“ in seiner dritten und finalen Version. Der Roman wurde nicht nur zu einem der meistgelesenen Romane der bulgarischen Literatur, sondern auch zum Stolperstein der Marxismuskritik in Bulgarien. In einer dreitägigen Sitzung der Bulgarischen Sozialistischen Partei wurde 1952 entschieden, dass der Roman einer Überarbeitung bedarf.
Unter den unvollendeten Werken des Schriftstellers ist der 1958 begonnene Roman „Achillesferse“. Dimitar Dimow gilt als einer der begabtesten und meistgelesenen bulgarischen Schriftsteller. Er starb 1966.
Dimow war Träger des Dimitroffpreises.

## Romane (Auswahl)
- Поручик Бенц. 1938.
  - Übersetzung: Leutnant Benz. Übersetzt von  Dorothea Kollenbach. Kirsch, Köln 2014.
- Осъдени души. 1945.
  - Übersetzung: Verdammte Seelen. Übersetzt von Erika Moskowa. Volk und Welt, Berlin 1971.
- Тютюн. 1951.
  - Übersetzung: Tabak. Übersetzt von Josef Klein. Volk und Welt, Berlin 1957.

## Bibliografie
Д. Веселинов. Френската лексика в романа "Тютюн" [Le lexique français dans le roman "Le tabac"]. София, 2009, 304 с.